# Cruriraja cadenati
Cruriraja cadenati är en rockeart som beskrevs av Bigelow och Schroeder 1962. Cruriraja cadenati ingår i släktet Cruriraja och familjen egentliga rockor. IUCN kategoriserar arten globalt som otillräckligt studerad. Inga underarter finns listade i Catalogue of Life.